# Citroenkorst-associatie
De citroenkorst-associatie (Flavoplacetum citrinae) is een associatie uit het citroenkorst-verbond (Calogayion decipientis). De associatie omvat eutrafente rots- en muurvegetatie.

## Fotogalerij

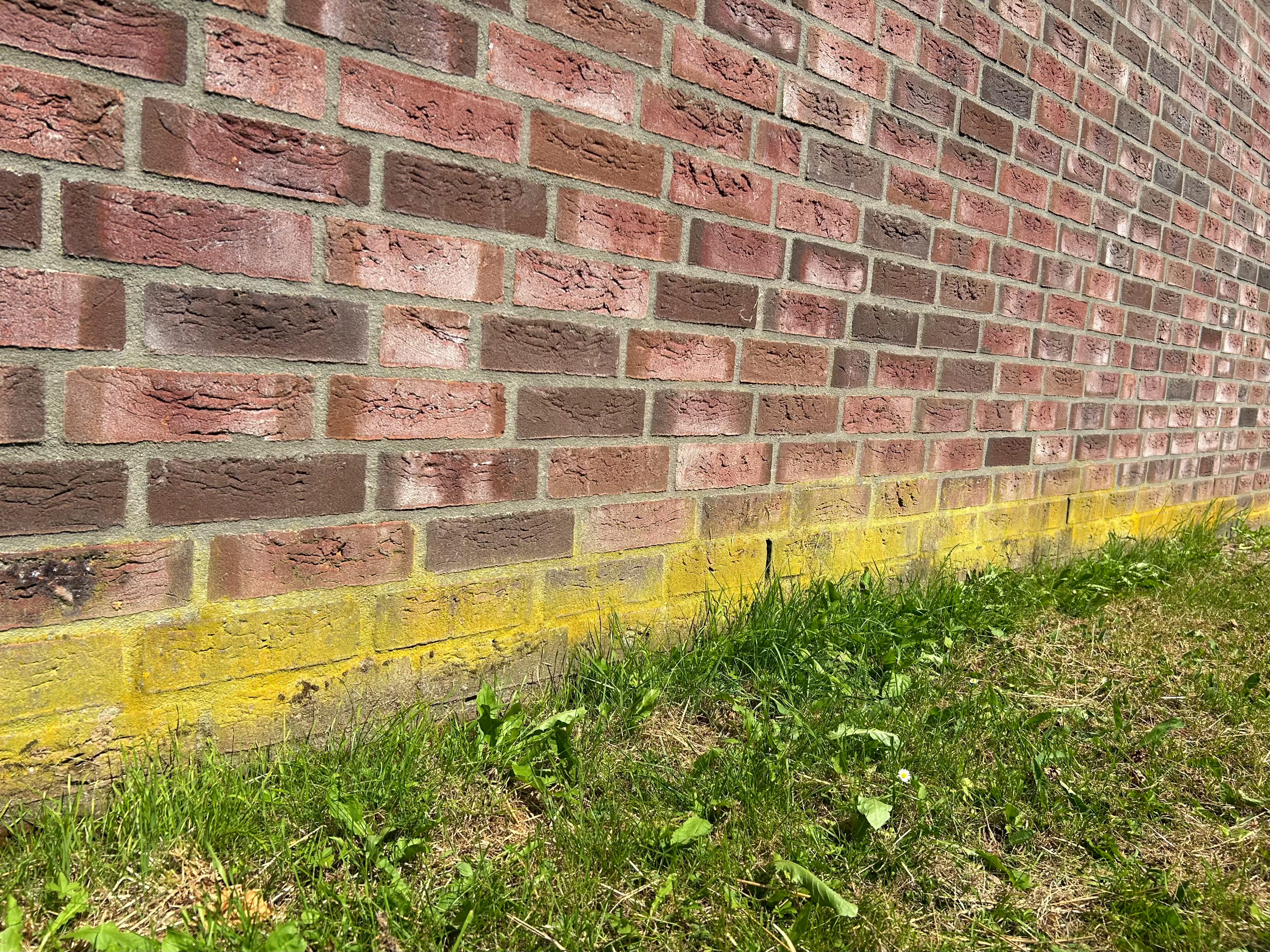
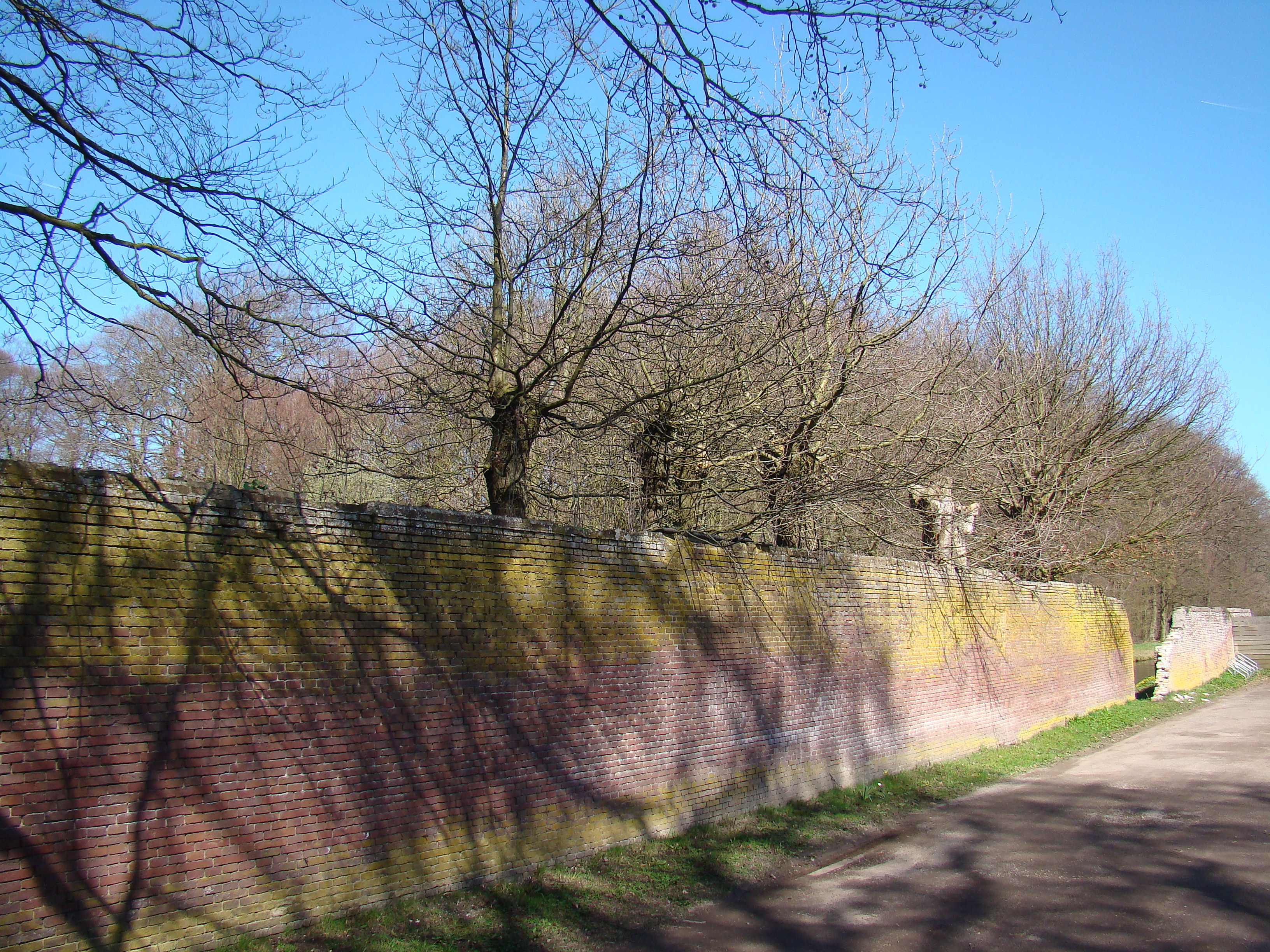
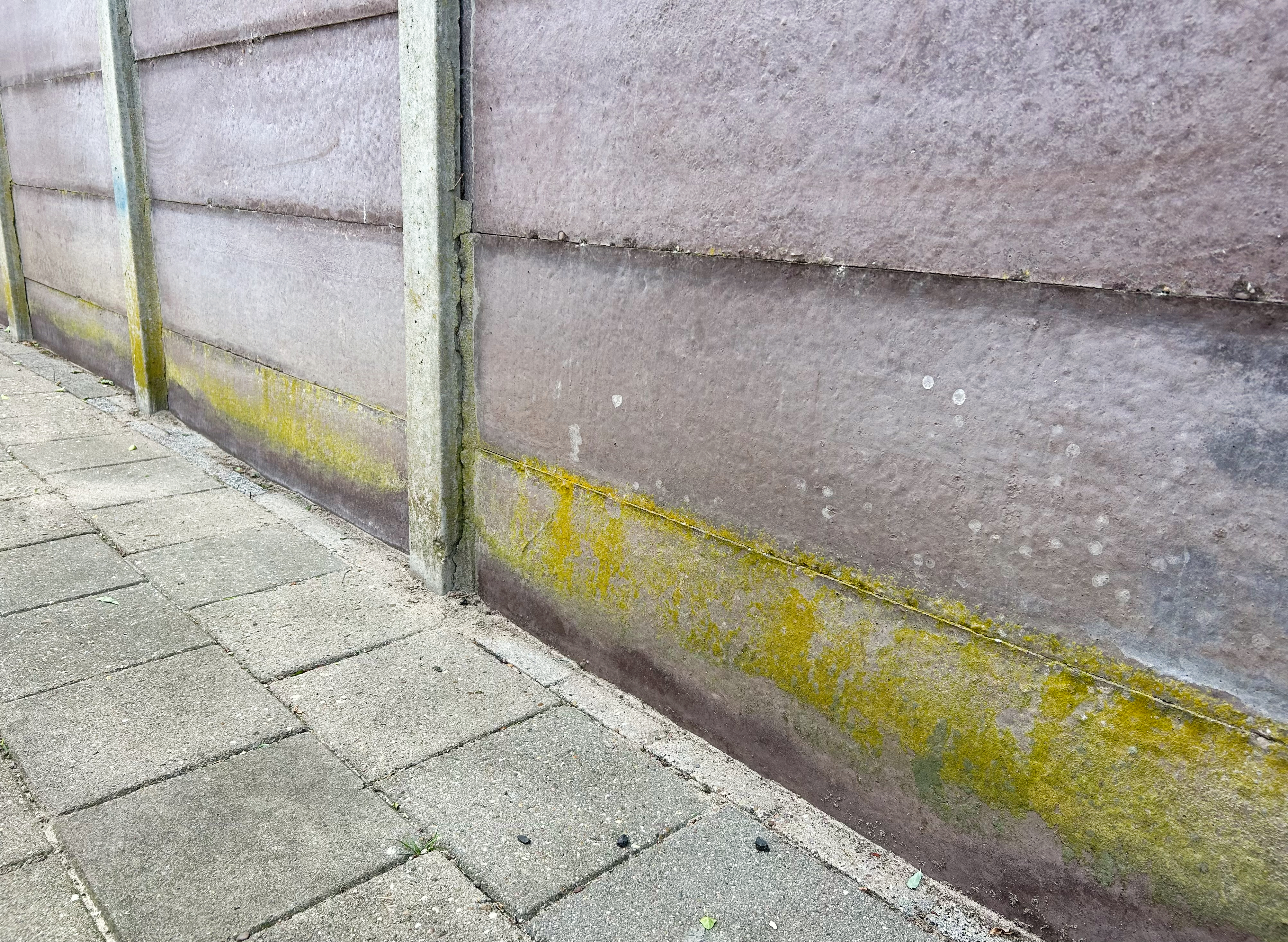

## Naamgeving en codering
| Caloplacetum citrinae Beschel ex Klem. 1955 |

- Syntaxoncode voor Nederland (rVvN): r49Bb01
- BWK-karteringscode: km

De wetenschappelijke naam Flavoplacetum citrinae is afgeleid van de botanische naam van gewone citroenkorst (Flavoplaca citrina). Dit korstmos geldt als kensoort voor de associatie en treedt hierin vaak aspectbepalend op.

## Fysiognomie
De citroenkorst-associatie is fysiognomisch veelal zeer duidelijk gekenmerkt. Deze soortenarme gemeenschap is doorgaans goed herkenbaar door het opvallende, citroengele vegetatieaspect.

## Ecologie
De citroenkorst-associatie komt voor op eutrofe tot hypertrofe, harde substraten waaronder vooral rotsen en muren. Meestal gaat het om muurvoeten. Zelden is de associatie ook te vinden op geëutrofieerde boomvoeten. De associatie verdraagt zowel de volle zon als halfschaduwde standplaatsen.

## Natuurbeheer
De citroenkorst-associatie is een gemeenschap die het best aansluit bij de functionele natuurvisie.